# Rodrigues
 Der er for få eller ingen kildehenvisninger i denne artikel, hvilket er et problem. Du kan hjælpe ved at angive troværdige kilder til de påstande, som fremføres i artiklen.

Rodrigues ø i Det Indiske Ocean. Den er underlagt østaten Mauritius, som ligger 560 km mod vest. Øen er på 109 km² og er omgivet af koralrev. Administrationssædet er Port Mathurin.
I 1996 var befolkningen omkring 35.000. Hovedsprog er fransk, de fleste indbyggerne er katolikker. De fleste er af afrikansk afstamning. Hovednæringsvejene er landbrug, fiskeri og turisme.
Rodrigues blev opdaget i 1645 af portugiserne, og fra 1691-93 var den okkuperet af hollænderne. Så blev den koloniseret i 1700-tallet af Frankrig. Storbritannien tog over i 1810 og administrerede den som del af Mauritius, som blev selvstændigt i 1968.
- Wikimedia Commons har flere filer relateret til Rodrigues